# Шимон Ашкеназі
Шимо́н Ашкена́зі (пол. Szymon Askenazy; (28 грудня 1866 або 28 грудня 1865 , Завихост, Свентокшиське воєводство  — 22 червня 1935 , Варшава ) — польський історик, дипломат. Творець львівської школи польських істориків («школи Ашкеназі»). Представник Польщі у Лізі Націй.

## З життєпису
Народився у містечку Завихост біля Сандомира. Його батьки, Регіна і Вольф, були багатими купцями. Ашкеназі був нащадком давнього єврейського роду, який протягом багатьох століть мешкав у Польщі й був славний лікарями (серед них лікар Сигізмунда Августа) і рабинами.
Навесні 1883 року, отримавши атестат зрілості із золотою медаллю в II Варшавській гімназії, вступив, за рекомендацією свого батька, на Юридичний факультет Варшавського університету, який закінчив у 1887 році. Після завершення навчання він  проходив дворічну судову практику, але так і не пов'язав свою подальшу діяльність з юридичною практикою. Відповідно до своїх захоплень, підбадьорений Адольфом Павіньским, продовжив навчання за історичним напрямом в Німеччині, в Геттінгенському університеті Навчання в Геттінгені закінчив отриманням докторського вченого ступеня за захист праці: «Die Letzte Polnische Koenigswahl» (1894 р.).
З 1890 року за сприяння свого товариша Тадеуша Корзона став автором статей у Великій ілюстрованій енциклопедії. Однак, переважно Ашкеназі у цей час займається написанням своєї праці «Польсько-прусський союз» (пол. Przymierze polsko-pruskie), яка друкувалось частинами у виданні «Biblioteka Warszawska», а в подальшому витримала 3 перевидання у 1900, 1901 та 1918 роках. Заходи щодо габілітації в Львівському університеті, завдяки підтримці медієвіста Тадеуша Войцеховського, «червоного князя» Адама Сапіги та багатого галицького землянина Карла Лянцкоронського, не зустріли перепон і в 1897 році він був переведений.
У 1902–1914 роках — професор Львівського університету, з 1928 — почесний професор Варшавського університету, з 1909 — член Польської академії знань, з 1924 — почесний член Польського історичного товариства.
Спеціалізувався у галузі політичної історії Польщі XIX–XX століть (залишаючи поза увагою економічні проблеми): «Князь Юзеф Понятовський» (1905), «Росія — Польща. 1815–1830» (1929) та інші. Вів гостру полеміку з представниками краківської історичної школи, боровся з їх песимізмом у поглядах на історію Польщі, засуджував політичне угодовство. Пробуджував незалежницькі настрої серед польського суспільства. Виступав за приєднання Східної Галичини до Польщі, проти державної незалежності України. Творець львівської школи польських істориків — «школи Ашкеназі», з якої вийшло кілька відомих учених: Н. Гонсяровська-Грабовська, Владислав Конопчинський, Маріан Кукель, Ян Рутковський, М. Сокольницький та інші.
У 1920–1923-х — представник Польщі у Лізі Націй. За політичними поглядами був близький до Юзефа Пілсудського.

### Твори
- Ministeryum Wielhorskiego 1815—1816: dodatek 1812—1813–1814 [Архівовано 29 вересня 2011 у Wayback Machine.] (1898)
- Wczasy historyczne Tom 1 [Архівовано 25 серпня 2011 у Wayback Machine.] (1902) Tom 2 [Архівовано 17 серпня 2011 у Wayback Machine.] (1904)
- Sto lat zarządu w Królestwie Polskiem : 1800—1900 [Архівовано 12 вересня 2011 у Wayback Machine.] (1903)
- Uniwersytet Warszawski [Архівовано 29 вересня 2011 у Wayback Machine.] (1905)
- Rosya — Polska, 1815—1830 (1907)
- Łukasiński Tom 1 [Архівовано 29 вересня 2011 у Wayback Machine.] (1908) Tom 2 [Архівовано 29 вересня 2011 у Wayback Machine.] (1908)
- Dwa stulecia: XVIII i XIX: badania i przyczynki Tom 1 [Архівовано 29 вересня 2011 у Wayback Machine.] (1901) Tom 2 [Архівовано 29 вересня 2011 у Wayback Machine.] (1910)
- Царство Польское. 1815—1830 гг. [Архівовано 13 січня 2016 у Wayback Machine.] (1915)
- Przymierze polsko-pruskie [Архівовано 10 вересня 2011 у Wayback Machine.] (1918)
- Napoleon a Polska Tom 1 (1918) Tom 2 (1918) Tom 3 (1919)
- Nauka uniwersytecka a kolejność studjów w uniwersyteckiej nauce prawa [Архівовано 12 вересня 2011 у Wayback Machine.] (1921)
- Książę Józef Poniatowski 1763—1813 [Архівовано 11 вересня 2011 у Wayback Machine.] (1922)
- Gdańsk a Polska [Архівовано 29 вересня 2011 у Wayback Machine.] (1923)
- Uwagi [Архівовано 12 вересня 2011 у Wayback Machine.] (1924)
- Szkice i portrety [Архівовано 29 вересня 2011 у Wayback Machine.] (1937)